# قورباغه‌های باتلاقی استرالیا
قورباغه‌های باتلاقی استرالیا (نام علمی: Limnodynastes) نام یک سرده از راسته قورباغه است.